# Nax

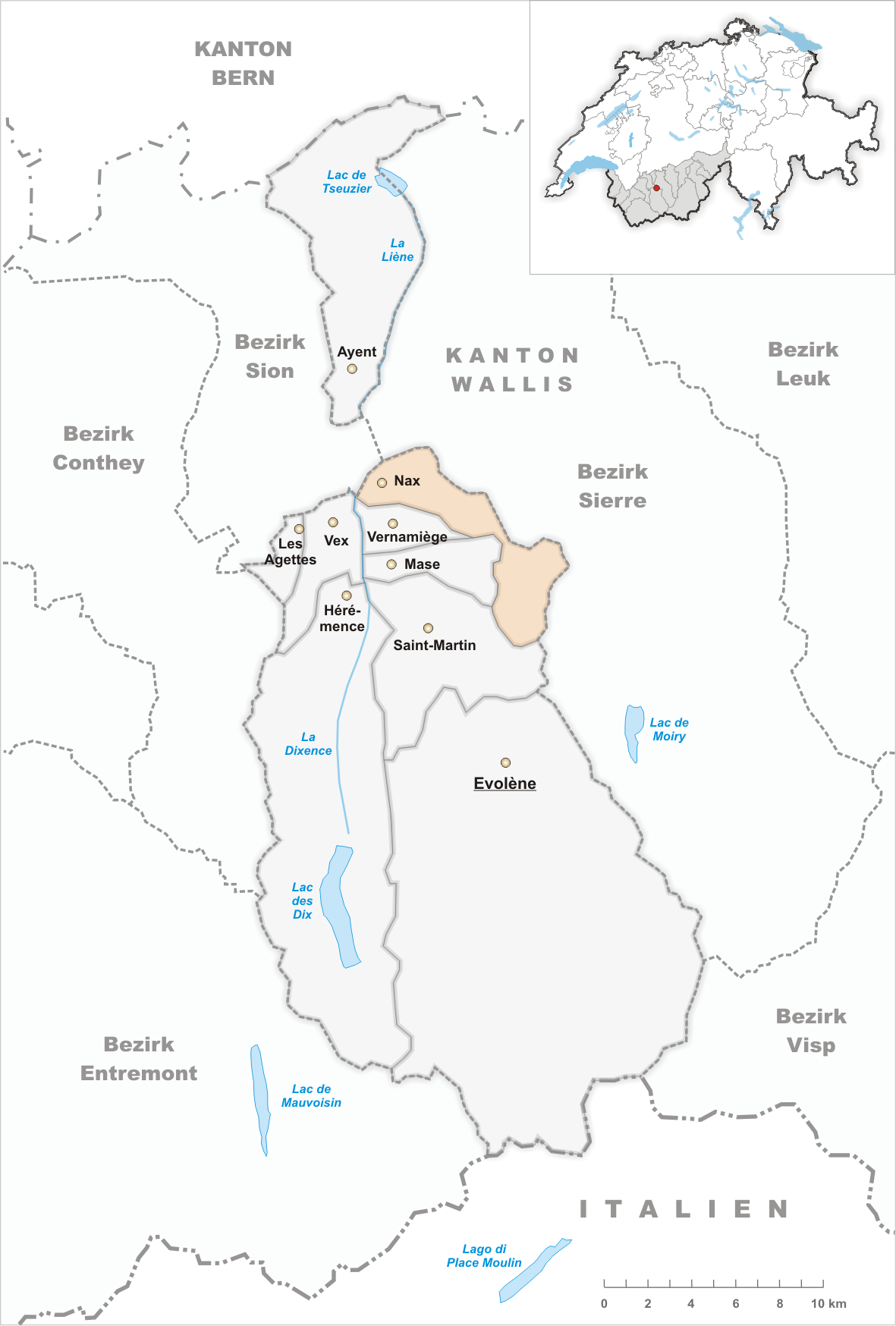
Gemeindestand vor der Fusion am 1. Januar 2011

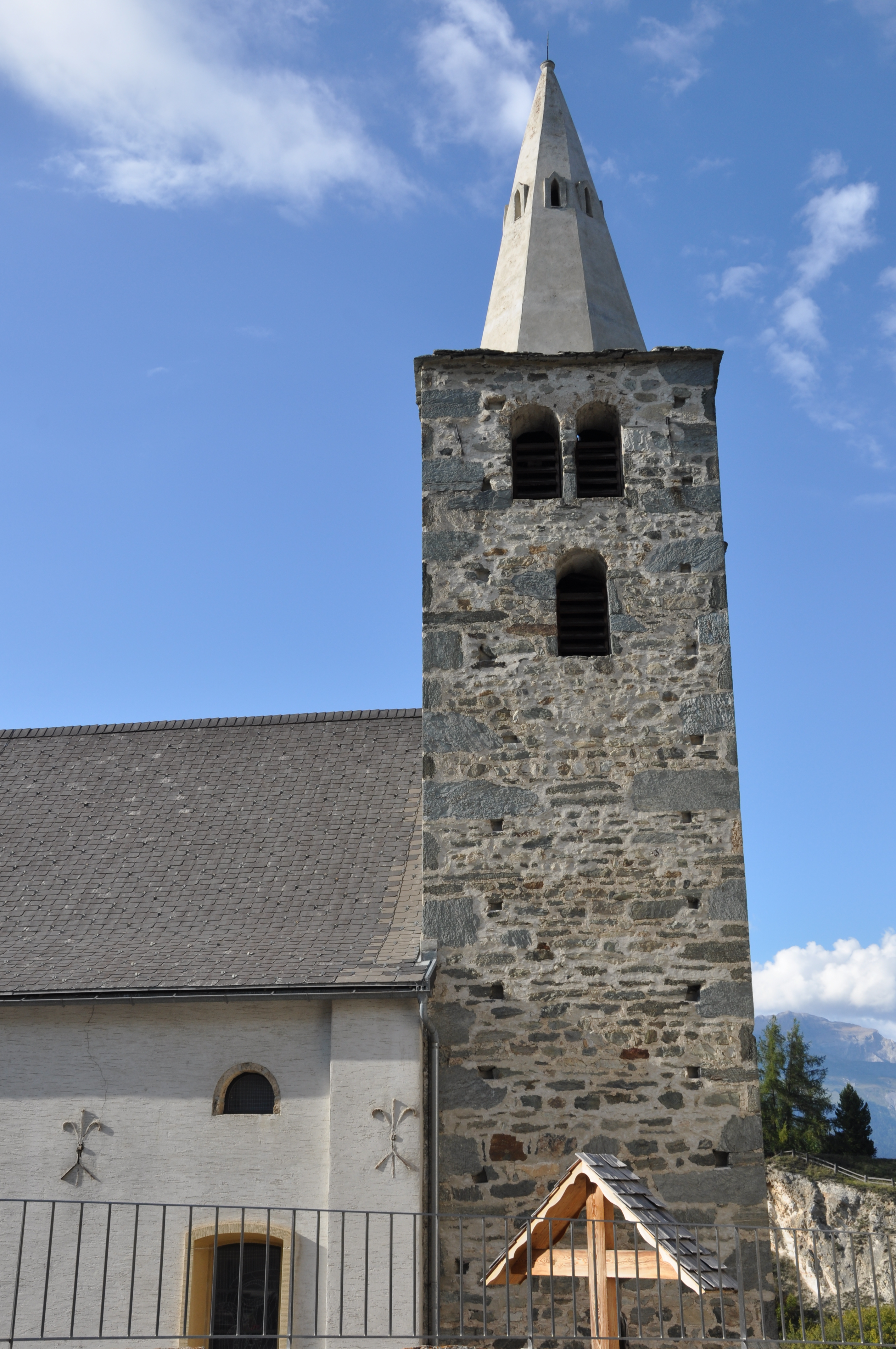
Kirche Saint-Maurice et Saint-Gothard

Nax ist eine Burgergemeinde mit einem Burgerrat und war bis zum 31. Dezember 2010 eine politische Gemeinde des Bezirks Hérens im französischsprachigen Teil des Kantons Wallis in der Schweiz.

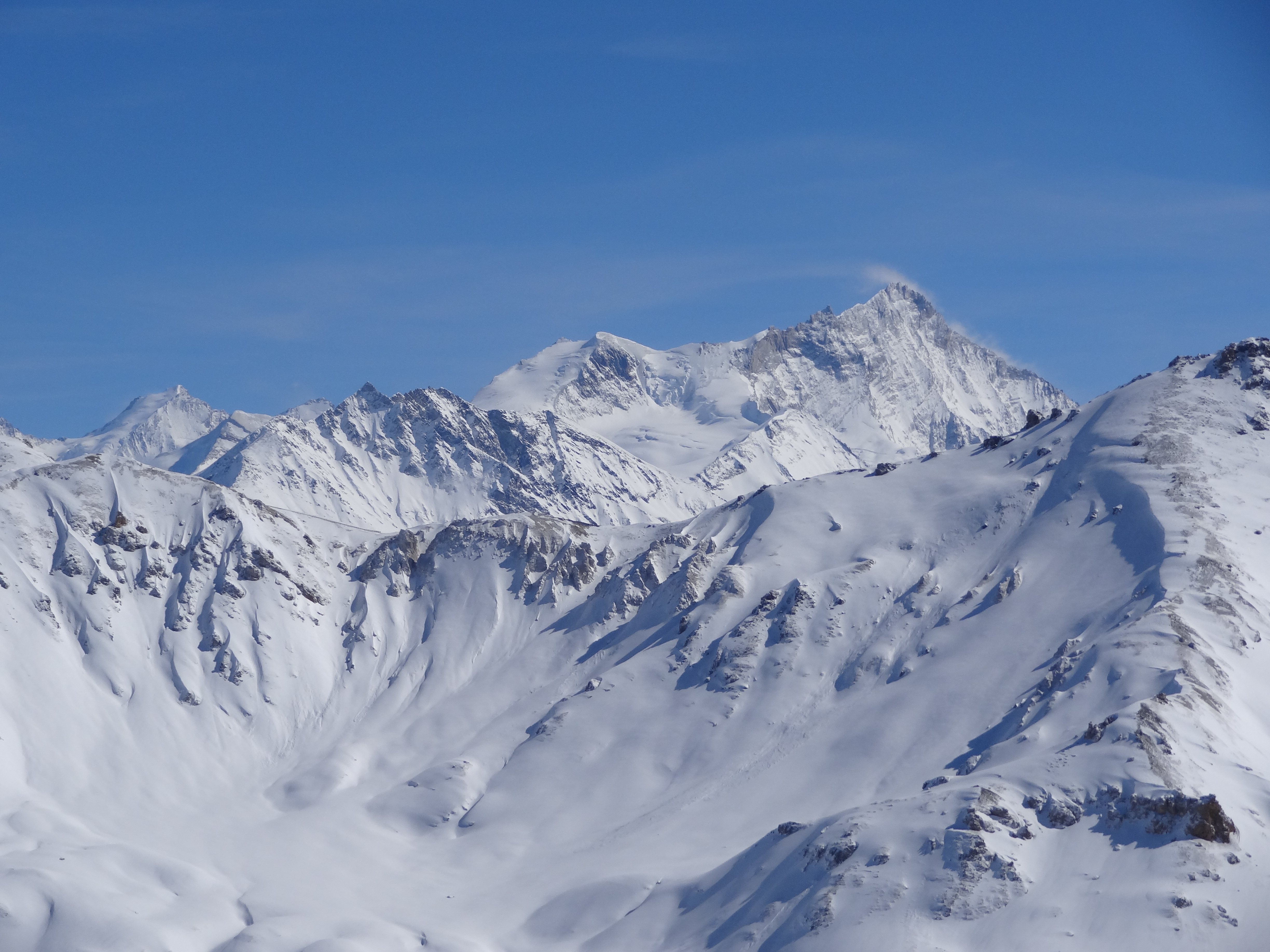
Mont Noble

## Geographie
Nax liegt an der Nordseite des Mont Noble oberhalb des Rhonetals. Die Nachbargemeinden von Nax sind Vernamiège, Mase, Saint-Martin, Grône, Anniviers und Sitten.

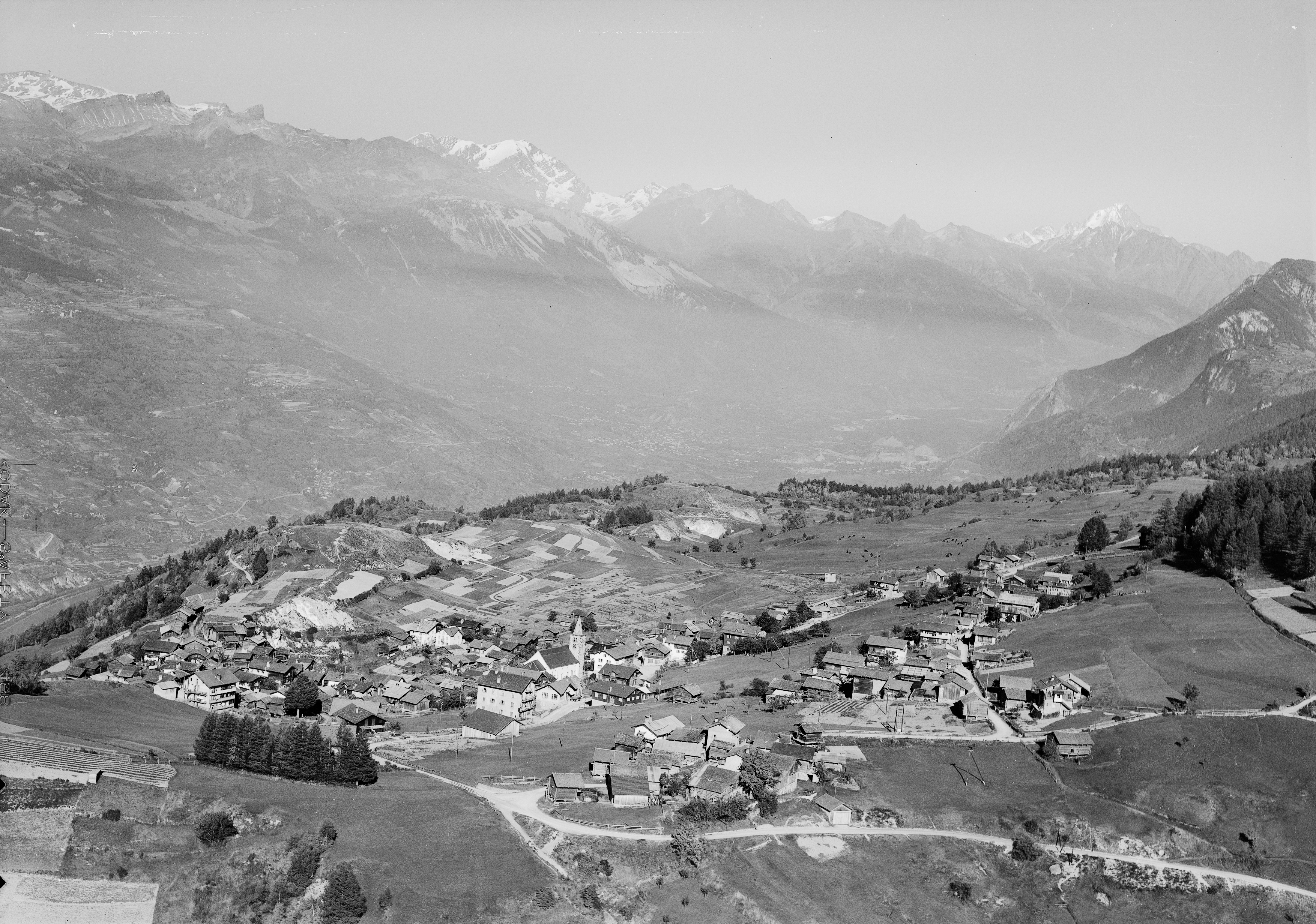
Luftbild (1955)

## Bevölkerung
| Bevölkerungsentwicklung | Bevölkerungsentwicklung | Bevölkerungsentwicklung | Bevölkerungsentwicklung | Bevölkerungsentwicklung | Bevölkerungsentwicklung |
| ----------------------- | ----------------------- | ----------------------- | ----------------------- | ----------------------- | ----------------------- |
| Jahr                    | 1850                    | 1900                    | 1950                    | 2000                    | 2010                    |
| Einwohner               | 361                     | 483                     | 516                     | 383                     | 466                     |

## Gemeindefusion
In der Volksabstimmung vom 24. Februar 2008 scheiterte die geplante Fusion der drei Gemeinden Vernamiège, Nax und Mase nur sehr knapp. Nax und Mase sagten Ja, Vernamiège lehnte das Vorhaben jedoch mit 67 zu 61 Stimmen ab. Am 7. September 2008 fand eine weitere Volksabstimmung statt, bei der alle drei Gemeinden das Vorhaben annahmen. Die neue Gemeinde Mont-Noble entstand am 1. Januar 2011.

## Wirtschaft und Tourismus
Die örtliche Wirtschaft wird durch die Landwirtschaft geprägt. Zur Entwicklung eines bescheidenen Fremdenverkehrs und aus privater Initiative wurde eine Swingolfanlage errichtet.
Ein Sessellift führt auf die Mittelstation Dzorniva unterhalb des Mont Nobles. Von dort erschliessen zwei 2012 erbaute Sesselbahnen sowie ein Skilift auf der Westseite des Berges ein kleines Skigebiet mit 30 km markierten Skipisten.